# The Afterman: Descension
The Afterman: Descension è il settimo album discografico in studio del gruppo musicale progressive rock Coheed and Cambria, pubblicato nel 2013.

## Tracce
1. Pretelethal – 3:21
2. Key Entity Extraction V: Sentry the Defiant – 5:45
3. The Hard Sell – 5:10
4. Number City – 3:49
5. Gravity's Union – 6:46
6. Away We Go – 3:55
7. Iron Fist – 4:46
8. Dark Side of Me – 5:03
9. 2's My Favorite 1 – 4:55

## Formazione
- Claudio Sanchez - voce, chitarra, piano
- Travis Stever - chitarra, cori
- Josh Eppard - batteria, percussioni, tastiere
- Zach Cooper - basso